# África del Norte Francesa
El África Francesa del Norte (en francés: Afrique française du Nord) era una colección de territorios en el norte de África controlada por Francia durante la era colonial de los siglos XIX y XX, centrada en la Argelia francesa. En su apogeo, comprendía la mayor parte del Magreb.
En el siglo XIX, el declive del Imperio otomano, que había controlado la zona desde el siglo XVI, dejó a la región vulnerable a otras fuerzas. En 1830, las tropas francesas capturaron Argel y desde 1848 hasta la independencia en 1962, Francia trató a la Argelia mediterránea como parte integral de la Francia metropolitana Buscando ampliar su influencia más allá de Argelia, los franceses establecieron protectorados al este y al oeste de la misma. El protectorado francés de Túnez se estableció en 1881, después de una invasión militar, y el protectorado francés en Marruecos en 1912. Estos duraron hasta 1955, en el caso de Marruecos, y en 1956, cuando Túnez obtuvo la independencia total.
El África Francesa del Norte llegó a su fin poco después de los Acuerdos de Evian de marzo de 1962, que permitieron el referéndum de independencia de Argelia de julio de 1962.

## Composición
África del Norte Francesa incluía:
- la Argelia francesa (actual Argelia), primero como territorio conquistado y luego como conjunto de departamentos franceses;
- el Protectorado francés de Túnez (ahora Túnez);
- el Protectorado francés de Marruecos (sin incluir las zonas, enclaves y presidios españoles, actual Marruecos).

## Lecturas
- Edwards, Albert, Sketches of French North Africa (2009)
- Gottmann, Jean, Economic problems of French North Africa (1943)*Liebesny, Herbert J., The Government of French North Africa (1943)
- Thomas, Martin, French Empire Between the Wars (2005)
- Wallerstein, Immanuel M., Africa: The Politics of Independence and Unity (1961)

- Datos: Q352061
- Multimedia: French North Africa / Q352061